# Coelioxys tastil
Coelioxys tastil là một loài Hymenoptera trong họ Megachilidae. Loài này được Toro & Fritz mô tả khoa học năm 1993.